# Magdalena Pietersz

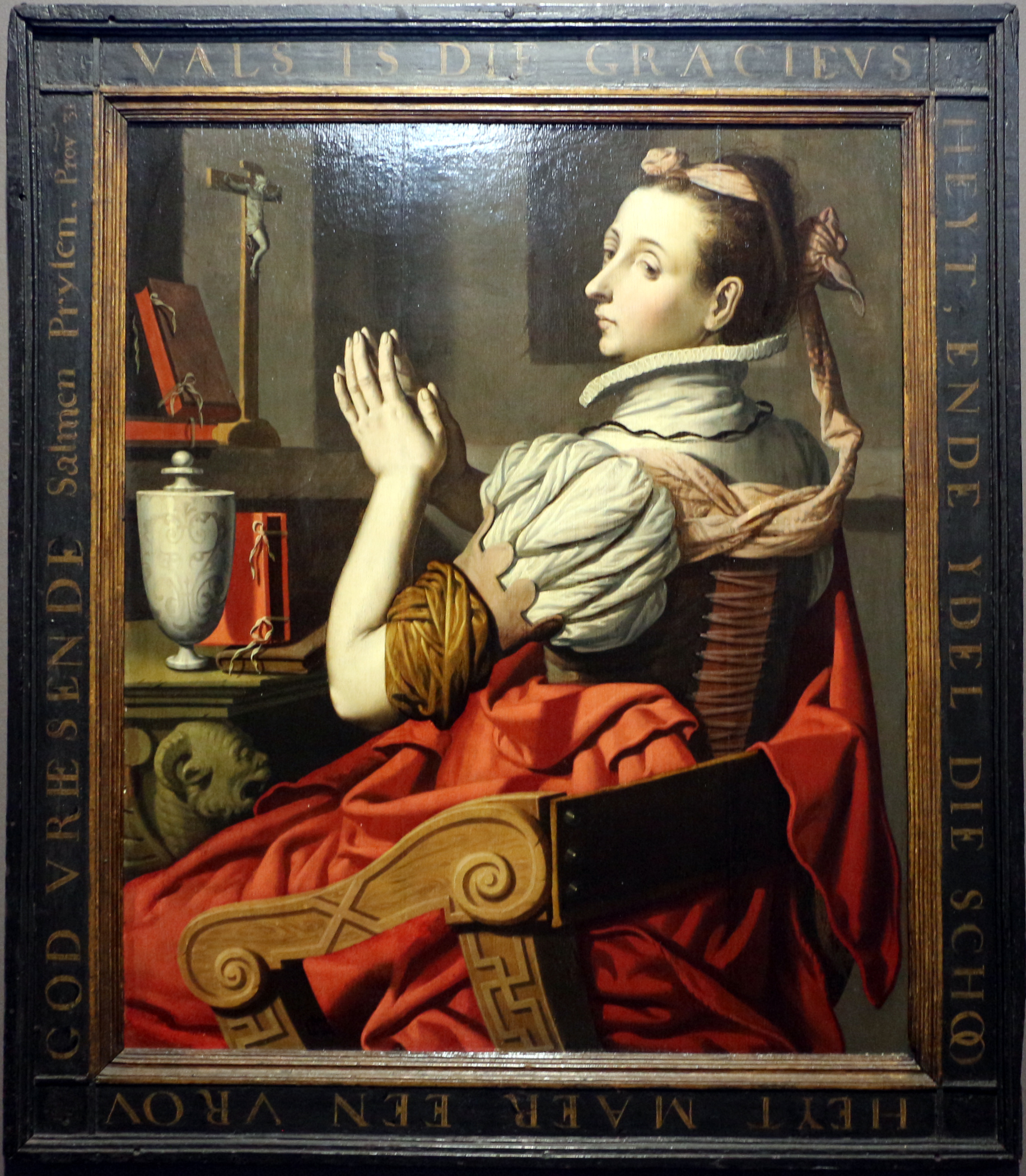
Magdalena Pietersz von Pieter Pietersz, 1580er Jahre

Magdalena Pietersz (* vor 1560 in Haarlem; † nach 1592 in Amsterdam) war eine niederländische Malerin der Renaissance.

## Leben und Werk
Magdalena Pietersz wurde in Haarlem als Tochter des Glasmalers Pieter Adriaensz geboren. Sie heiratete 1577 den Maler Pieter Pietersz und lebte ab 1585 in Amsterdam. Ein Sohn wurde 1592 in der reformierten Kirche getauft. Sie war die Mutter von Pieter Pietersz II, der auch Maler wurde.
Bekannt ist sie für ihre Gemälde, die Marktszenen abbilden. Ihr werden zwei nahezu identische Abbildungen von Marktszenen mit prominenten Figuren aus dem Jahr 1583 zugeschrieben, die sich in Privatsammlungen befinden.